# Encarsiella tachii
Encarsiella tachii är en stekelart som beskrevs av Andrew Polaszek och Hayat 1992. Encarsiella tachii ingår i släktet Encarsiella och familjen växtlussteklar. Inga underarter finns listade i Catalogue of Life.